# جزيرة الريح
جزيرة الريح، هي إحدى جزر البحر الأحمر المطلة على سواحل السودان. سميت كذلك للرياح القوية المستمرة التي تهب عليها من البحر من تجاه رأس الشيطان (رأس هدربا) وهي تشبه نجمة البحر في شكلها. لا تبعد سوى كيلو متر واحد عن الساحل عند أدنى جزر، وتتسع هذه المسافة عند أعلى مد للبحر وتبعد نحو 111 ميل بحري (204 كلم) باتجاه ْ140 عن بورتسودان، يبلغ طولها نحو 6 كلم وأكبر عرض نحو 4 كلم. وهي لا تبعد سوى بضع كيلو مترات جنوب خور نورات، توجد بالجزيرة كهوف غريبة مبنية بحجارة الشعب المرجانية الكلسية ولا يُعرف أسباب وجودها.